# Nancy Mérienne
Anne Antoinette dite Nancy Mérienne, née à Genève le 4 avril 1793 , et morte le 6 octobre 1860 à Plainpalais, est une artiste suisse, portraitiste.

## Biographie
Jean-Pierre, horloger et Suzanne Elisabeth Aimée Soiron sont ses parents. Elle mène une vie discrète et se consacre à son art. Elle voyage en Suisse, en France et à Londres. Elle reste célibataire toute sa vie, et souffre d'un problème d'ouïe. 

## Parcours professionnel
Nancy Mérienne est l'élève du peintre Firmin Massot. Elle peint des bouquets de fleurs, des scènes historiques, mais elle réalise  principalement des portraits peints ou dessinés (huile, aquarelle, pastel, crayon, estompe). Elle fait plusieurs portraits de George Sand et a dessiné Franz Liszt en 1836. Elle  réalise également un portrait du tsar Alexandre II, du tsar Nicolas Ier et travaille pour la noblesse russe.
Firmin Massot réalise le seul portrait de Nancy Mérienne connu en 2017. Quelques années après la réalisation de son portrait, Nancy Mérienne fait à son tour le portrait de Firmin Massot. Ces deux portraits se trouvent aujourd'hui au Musée d'art et d'histoire de Genève.

## Distinctions
Médaille d'argent au Salon de Berne 1830

## Expositions
- Salon de la Société des arts, Genève 1820
- Salon de la Société des arts, Genève 1823
- Salon de la Société des amis des beaux-arts, Genève 1825
- Salon de Genève 1826
- Salon de Berne 1830
- Salon de Genève 1832
- Salon de Genève 1837
- Salon de Lyon 1837
- Salon de Genève 1849

## Collections publiques
- Musée d'art et d'histoire de Genève : Portrait du peintre Firmin Massot, 1846 ; Portrait d'Abraham Constantin, 1850[7] ; Portrait du tsar Nicolas Ier, 1853 ; Portrait de Mademoiselle Cécile Revilliod, 1855[8] ; Portrait de Madame Ariane Revilliod[9] ; Jeune inconnue à la montre[10]
- Musée de l'Ariana Genève : possède 13 œuvres
- Bibliothèque du Conservatoire de musique de Genève : Portrait de Franz Liszt, 1836
- Musée de la vie romantique Paris : Portrait de Maurice et Solange Sand, 1836
- Musée cantonal des beaux-arts de Lausanne

## Sources
- Article Nancy Mérienne dans le Dictionnaire historique de la Suisse en ligne.
- « Nancy Mérienne », sur SIKART Dictionnaire sur l'art en Suisse.